# Hans Hermann Groër
Hans Hermann Groër O.S.B. (nacido como Hans Wilhelm Groër, Viena, 13 de octubre de 1919-Sankt Pölten, 24 de marzo de 2003) fue un cardenal austríaco de la Iglesia católica. Se desempeñó como arzobispo de Viena el 14 de septiembre de 1995 y fue elevado al cardenalato el 28 de junio de 1988. A raíz de unas denuncias de abusos hacia menores, renunció como arzobispo de Viena el 14 de septiembre de 1995, y tras ser interpelado por Juan Pablo II, Groër también ha renunciado a todos los derechos y privilegios eclesiásticos como un arzobispo y cardenal el 14 de abril de 1998.

## Biografía
Nació en el seno de una familia alemana. Se trasladaron en 1929 a Checoslovaquia, donde permanecieron durante la próxima década. Asistió al seminario de Hollabrunn y Viena, donde recibió su doctorado en teología antes de ser ordenado sacerdote, el 12 de abril de 1942 por  el cardenal Theodor Innitzer. Luego se desempeñó como capellán en Petronell y Bad Vöslau hasta 1946, cuando comenzó a trabajar como prefercto de Estudios en el seminario menor de Hollabrunn. Entró en el seminario de la Orden de San Benito en 1974 y tomó el nombre de Hermann sobre su profesión de jura, el 8 de septiembre de 1980. El mismo año, fue nombrado director espiritual de la Legión de María en Austria.
El 15 de julio de 1986 fue nombrado arzobispo de Viena, sucediendo a Franz König. Recibió su consagración episcopal el 14 de septiembre siguiente por el cardenal König, los obispos Karl Berg y Stefan László, quienes sirvieron como co-consagrantes. Fue nombrado cardenal con el título de Santi Gioacchino ed Anna al Tuscolano por Juan Pablo II el 28 de junio de 1988.

## Acusaciones de abuso sexual
En 1995, un exestudiante de Groër lo acusó de abuso sexual. Poco después siguió por una serie de otros ex-estudiantes y monjes que surgieron para hacer acusaciones similares. La sede de Viena fue ocupada por el cardenal Christoph Schönborn O.P., un obispo auxiliar de Viena, el 13 de abril de 1995. Groër se retiró como arzobispo de Viena más tarde en el mismo año, y fue sucedido por su coadjutor. Groër luego se trasladó al monasterio Roggendorf, donde se desempeñó como antes hasta 1998. Su tiempo en el monasterio terminó después de la aparición de nuevas denuncias, y en ese momento Groër se retiró de la vida pública. Él continuó trabajando como confesor en los monasterios de mujeres, recibió a los visitantes y dio misa. Debido a un sufrimiento de cáncer, su salud declinó rápidamente.
La Ley de prescripción de Austria afirmó que no era posible realizar un proceso penal contra Groër. La Iglesia eligió este asunto para investigar lo sucedido en 1998. El cardenal Christoph Schönborn dijo en 2010 que luego el cardenal Joseph Ratzinger trató convencer a Juan Pablo II para iniciar la investigación. El cardenal Schönborn, sin embargo, afirmó en mayo de 2010 que Angelo Sodano había bloqueado su intento de investigar las actividades de Groër.
La Iglesia también está recibiendo acusaciones a Gröer de haber ofrecido a alguno de sus exalumnos  "Dinero por su silencio". Hubo una investigación realizada por Hubertus Czernin y publicada en el libro de Czernin: Das Buch Groër; Czernin creía que Groër había abusado a más de 2000 jóvenes, aunque la cifra real se desconoce. Groër continuó negando las acusaciones hasta su muerte.